# Daniel Wärnmark
Daniel Wärnmark (* 30. Dezember 1974) ist ein schwedischer Schiedsrichterassistent. Er nahm unter anderem an der Weltmeisterschaft 2014 teil.

## Werdegang
Wärnmark debütierte 1994 als Schiedsrichter auf Regionalverbandsebene. 2006 stand er erstmals in der Allsvenskan an der Seitenlinie. Nachdem er seit 2005 auch auf internationaler Ebene assistierte, ist er seit 2010 FIFA-Schiedsrichterassistent.
Wärnmark arbeitet hauptsächlich mit dem Hauptschiedsrichter Jonas Eriksson und Mathias Klasenius zusammen. 2013 leiteten die drei inklusive eines Halbfinalspiels drei Partien bei der U-20-Weltmeisterschaft 2013 in der Türkei sowie das Spiel um den UEFA Super Cup 2013 zwischen dem FC Bayern München und dem FC Chelsea. Bei der WM-Endrunde 2014 gehörten die drei zu den neun UEFA-Schiedsrichterteams, insgesamt wurden drei Spiele betreut.
Hauptberuflich arbeitet Wärnmark als Restaurantchef in Uppsala.